# トロワ＝フォンテーヌ＝ラベ
トロワ＝フォンテーヌ＝ラベ （Trois-Fontaines-l'Abbaye）は、フランス、グラン・テスト地域圏、マルヌ県のコミューン。

## 地理
コミューンはマルヌ県南東部にあり、オート＝マルヌ県およびムーズ県との県境に位置する。ブリュクセネル川やオルコント川といった小河川の水源は、コミューン面積の大半を占めるトロワ・フォンテーヌの森の中にある。

## 人口統計
| 1962年 | 1968年 | 1975年 | 1982年 | 1990年 | 1999年 | 2006年 | 2015年 |
| ------ | ------ | ------ | ------ | ------ | ------ | ------ | ------ |
| 117    | 110    | 106    | 103    | 209    | 245    | 232    | 207    |

参照元:1962年から1999年までは複数コミューンに住所登録をする者の重複分を除いたもの。それ以降は当該コミューンの人口統計によるもの。1999年までEHESS/Cassini、2006年以降INSEE。

## 史跡

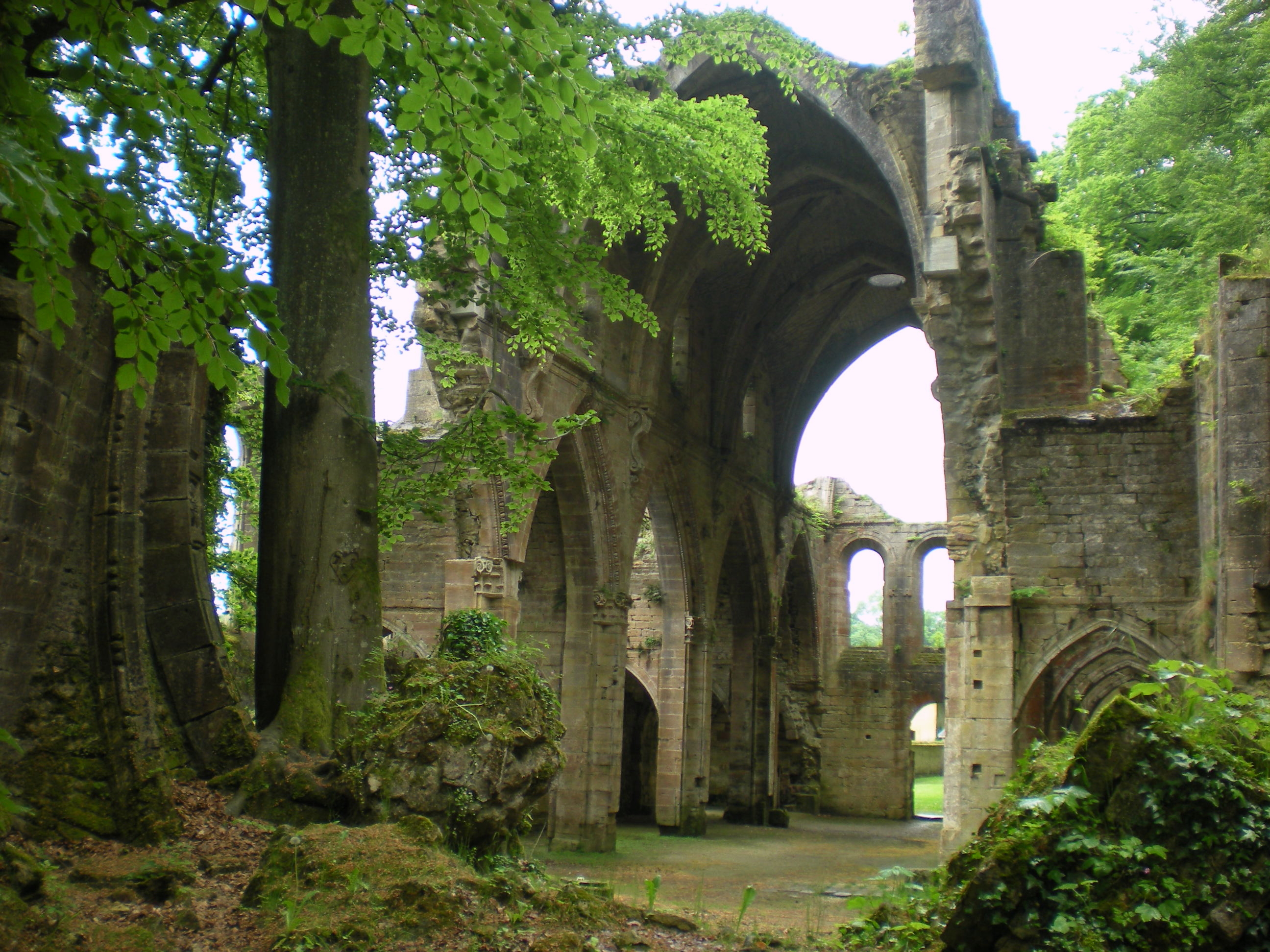
トロワ・フォンテーヌ修道院

- トロワ・フォンテーヌ修道院 - 12世紀初頭にシトー会のクレルヴォーのベルナルドゥスが創建。12世紀以降、修道院付属教会の遺跡のみが残る。歴史的記念物[5]